# Saint-Ferdinand
Saint-Ferdinand est une municipalité du Québec située dans la MRC de L'Érable dans le Centre-du-Québec. On retrouve au centre de la municipalité le lac William.
L'organisation municipale actuelle résulte de la fusion en 2001 des municipalités de Bernierville (secteur village), Saint-Ferdinand (autrefois appelée Halifax-Sud) et Vianney.

## Toponymie
La municipalité est nommée en l'honneur de Ferdinand III de Castille et du père Ferdinand Gauvreau.

## Histoire
C'est en 1834 que le missionnaire-découvreur Ferdinand Gauvreau tombe sous le charme du site enchanteur et commence alors la construction du village de Saint-Ferdinand.
« Au début des années 1830, le mot se passe chez les Nicolois [de Saint-Nicolas, sur la rive sud de Québec]. Certains [dont une grande partie des habitants de Saint-Ferdinand d'aujourd'hui sont les descendants] partent s’installer dans un bien beau coin des Bois-Francs, Saint-Ferdinand, le long du lac William. Un chroniqueur de L’Écho des Bois-Francs du 23 juin 1894 raconte l’événement.
Les deux frères Louis et Charles Simoneau furent les premiers colons franco-canadiens de St-Ferdinand d’Halifax. Ils partirent de St-Nicolas dans l’automne de 1832, firent une petite clairance sur le 4e lot du 6e rang, terre occupée aujourd’hui par Ferdinand Houle, puis retournèrent passer l’hiver à St-Nicolas; revinrent le printemps suivant 1833, 
semèrent la clairance et s’établirent définitivement dans la paroisse.
Un de ses fils Julien et sa fille Rose, l’épouse d’Ambroise Simoneau, vivent encore et demeurent dans la paroisse; ça poussait bien à
St-Ferdinand, car il y a beaucoup de Simoneau maintenant, descendants de Louis et de Charles.
Le deuxième colon fut François Fortier, qui vint aussi de St-Nicolas en 1833; il est mort il y a quelques années à Wolfestown [Saint-Julien].
Le troisième colon fut Joseph Côté dit Forgeron, il vint de 
St-Nicolas en 1834, s’établit sur la ½ nord-ouest du premier lot du 5e rang. Il aimait passionnément sa terre, et il ne l’abandonna jamais. Il est mort il y a 5 ou 6 ans à l’âge patriarcal de 94 ans. Il avait fait 
la guerre aux Bostonnais en 1812. […] Son fils Joseph possède maintenant cette terre et l’occupe avec avantage.
Joseph Côté dit Fréchette, l’aïeul de L. J. Fréchette, le député de Mégantic aux Communes et père de Louis Fréchette, huissier, fut le quatrième colon. Il vint de St-Nicolas en 1835, il s’établit sur la ½ 
sud-est du 1er lot du 5e rang. Il donna plus tard sa terre à son fils Joseph, mort et enterré dans la paroisse. […] Dans la même année, il est venu un grand nombre de colons de St-Nicolas et de Ste-Marie de Beauce.
Les terres de St-Ferdinand avaient une immense réputation; un ancien me disait un jour, dans ce temps-là on semait du sarrasin une fois, puis c’était tout pour dix ans; ça venait tout seul. Je le crois, car sans cela comment verrait-on tant de petits Simoneau, Forgeron, Fréchette, etc., dans la paroisse et tous bien portants ? La population de St-Ferdinand est maintenant d’environ 2120.»

## Géographie

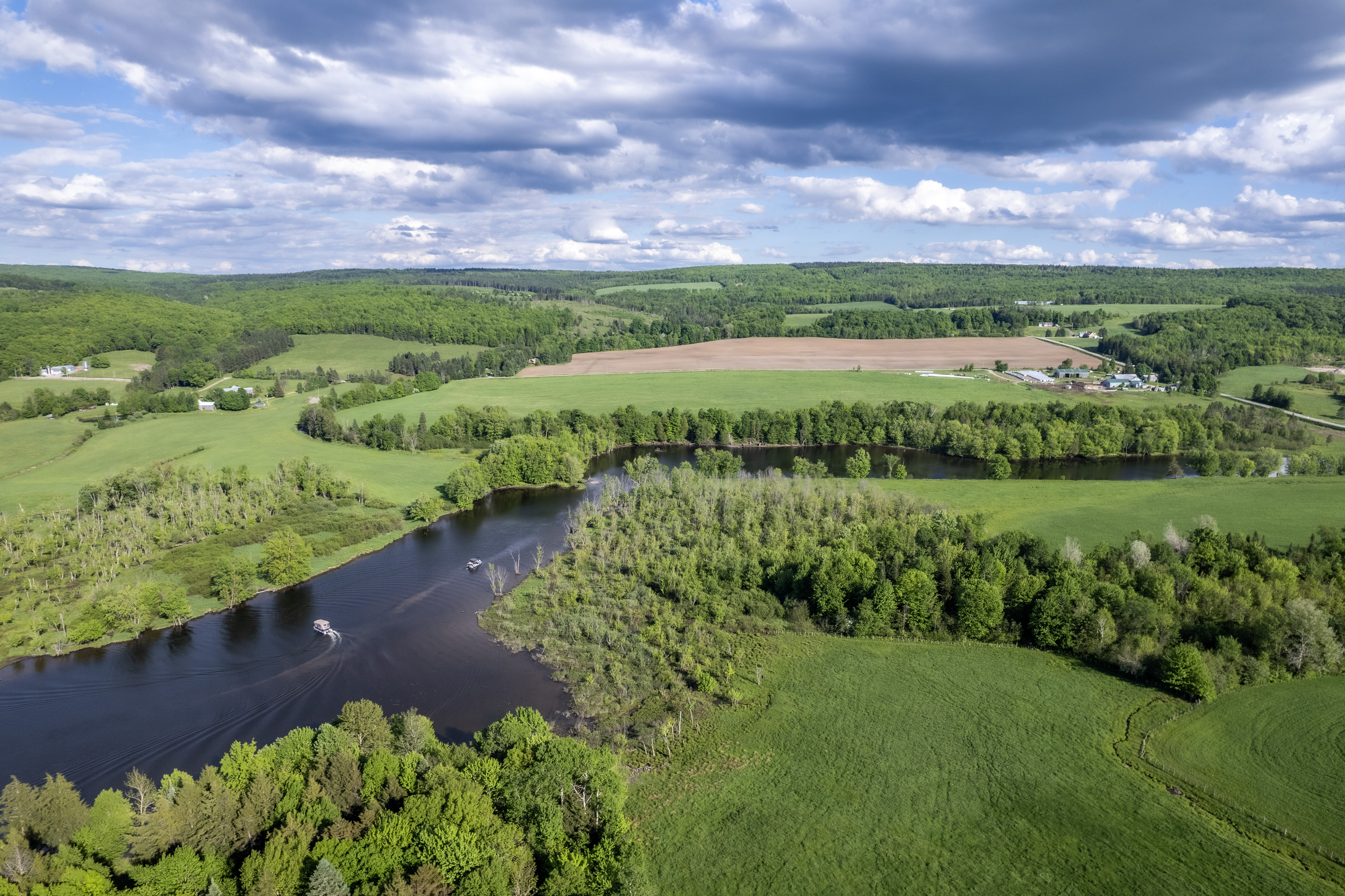
La rivière Bécancour à Saint-Ferdinand.

La municipalité de Saint-Ferdinand est située dans les monts Notre-Dame sur la rive ouest du lac William, un élargissement de la rivière Bécancour. Cette dernière traverse la municipalité du sud-est vers le nord-est.
Saint-Ferdinand est traversée par la route 165 qui relie Thetford Mines à l'autoroute 20. Elle se trouve à environ 100 km de Québec et 200 km de Montréal.

## Démographie
En 2021, le recensement canadien indique que la population a diminué de 3,3% depuis 2016 en atteignant 2007 habitants pour une moyenne d'âge de 50 ans.
| 1861  | 1871  | 1881  | 1891  | 1901  | 1911  | 1921  | 1931  |
| ----- | ----- | ----- | ----- | ----- | ----- | ----- | ----- |
| 2 353 | 2 747 | 2 546 | 2 235 | 2 316 | 2 108 | 2 129 | 2 295 |

| 1941  | 1951  | 1956  | 1961  | 1966  | 1971  | 1976  | 1981  |
| ----- | ----- | ----- | ----- | ----- | ----- | ----- | ----- |
| 3 020 | 3 251 | 3 722 | 3 816 | 3 441 | 3 294 | 3 038 | 3 050 |

| 1986  | 1991  | 1996  | 2001  | 2006  | 2011  | 2016  | 2021  |
| ----- | ----- | ----- | ----- | ----- | ----- | ----- | ----- |
| 3 024 | 2 844 | 2 825 | 2 477 | 2 195 | 2 067 | 2 076 | 2 007 |

## Administration
Les élections municipales se font en bloc et suivant un découpage de six districts.
| Saint-Ferdinand Maires depuis 2003                                                                                   |                 |         |          |
| Élection | Maire           | Qualité | Résultat |
| 2003 | Donald Langlois |         | Voir     |
| 2005 | Donald Langlois | Voir    |          |
| 2009 | Donald Langlois | Voir    |          |
| 2013 | Rosaire Croteau |         | Voir     |
| 2017 | Yves Charlebois |         | Voir     |
| 2021 | Yves Charlebois | Voir    |          |
| Élection partielle en italique Depuis 2005, les élections sont simultanées dans toutes les municipalités québécoises |                 |         |          |

## Économie

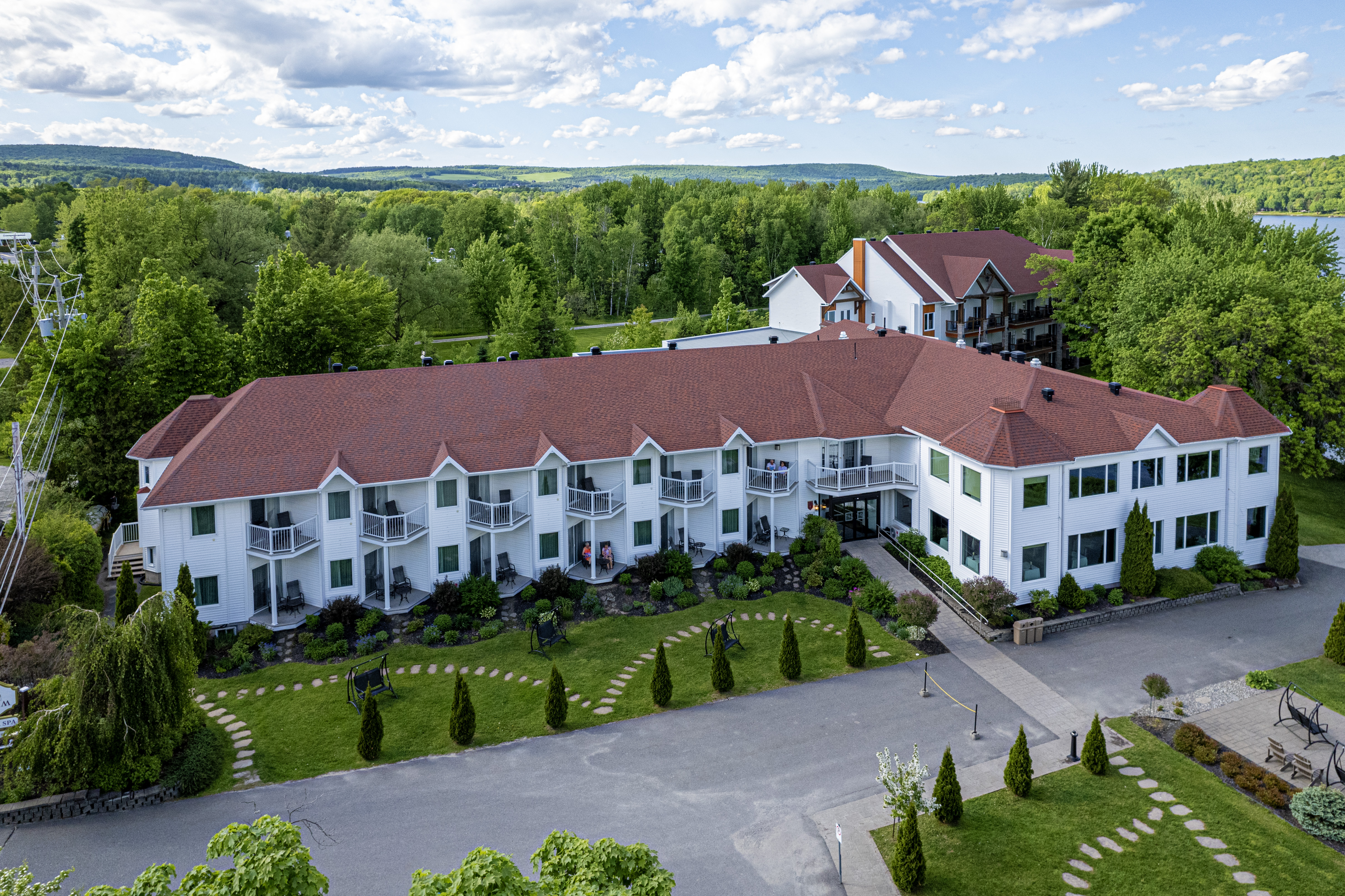
Manoir du lac William

Les principaux secteurs d'activités économiques sont l'agriculture, la sylviculture et l'acériculture. L'hôpital Saint-Julien, fondé en 1870 et qui n'est plus en fonction aujourd'hui, a déjà accueilli jusqu'à 1500 patients souffrant de déficience intellectuelle. Le bâtiment a été complètement démoli en 2013.
Le Manoir du lac William est actuellement le principal employeur du village qui engage une centaine de personnes.
En raison des nombreux chalets encore saisonniers, l'économie estivale est plus active.
On retrouve un parc d'éoliennes, appelé Éoliennes de l'Érable, couvrant trois municipalités (Saint-Ferdinand, Sainte-Sophie-d'Halifax et Saint-Pierre-Baptiste) avec 50 turbines. Le parc est en fonction depuis 2014.
Plusieurs entreprises ont pignon sur rue à Saint-Ferdinand :
- Aéroport Langlois St-Ferdinand, CSH5
- Boisés St-Ferdinand, concessionnaire de machineries forestières et entrepreneur forestier
- Boîtes de fibre, boîtes de camions légers
- Carrière Sintra, gravier et chaux dolomitique agricole
- Chevrons Vigneault, fabricant de fermes de toit et de poutrelles
- Construction CRL
- Eau Everest, source d'eau naturelle et embouteillage
- Eau Solution, équipement et réparation de pompes
- Excavation gravière Lamontagne
- Excavation Pascal Binette, entrepreneur général
- Excavation Steven Lambert
- Faucher Marine, marchand et réparateur de bateaux
- Fournitures industrielles Gardner
- Garage Jacques Blondeau
- Garage Jean-Marc Ruel
- J-Air inc., entretien de composantes d'aéronefs
- L'Ami de la carrosserie
- Maple 3, détaillant d'eau d'érable en contenant de type berlingot
- Profiletek, revêtement en acier de bâtiment
- Style Métal, atelier de fabrication de pièces métalliques
- Sucrobec, acheteur de sirop d'érable en vrac
- Toitures Dérek Fortier
- Tôle Vigneault, manufacturier de recouvrement
- Transport Breton Lamontagne, marchand et épandage de chaux agricole
- Transport Jean-Guy Breton inc., entrepreneur général
- Vexco, scierie de bois franc

Commerces de détail :
- BMR Vivaco, quincaillerie
- Chez Rose Latulipe, fleuriste
- Dépanneur Super Soir Shell
- Ferme Ludré, vente au détail de poissons et de viandes
- Meubles Dubois, électroménagers, meubles, téléviseurs

Artistes - Artisans :
- Isabelle De Blois
- Les Jardins de vos rêves
- Marie-Claude Garneau Créatrice de mode et Artiste textile
- Sophie Chabot

On y trouve un guichet d'une caisse populaire.
Camping - hébergement :
- Camping Domaine du lac William (anciennement Vague-À-Bond)
- Camping Les Mousquetaires
- Camping Plage de la Baie
- Camping Rêve Nature
- Domaine Fraser (camp d'été et garderie pour chiens)
- Manoir du lac William
- Et de nombreux chalets en location

Bar - restauration :
- La Fromagerie La Moutonnière
- La Marinière du lac William (en été)
- Le Gourmand de Saint-Ferdinand
- Les Marchés Tradition
- Manoir du lac William
- Resto-bar Le William

### Particularités
Bien que la municipalité soit située dans la MRC de L'Érable, son système scolaire relève de la Commission scolaire des Appalaches de la MRC des Appalaches. Les enfants de niveau primaire fréquentent l'école Notre-Dame à Saint-Ferdinand. Les jeunes du niveau secondaire fréquentent les polyvalentes du secteur Black Lake à Thetford Mines et de Disraeli. Certains peuvent aller à la polyvalente de Plessisville, avec permission de la Commission scolaire des Appalaches.
De plus, Saint-Ferdinand est située dans le district judiciaire de Frontenac desservi par le palais de justice de Thetford Mines (dans la MRC des Appalaches).
On compte une église catholique dans le village près du lac William (paroisse Saint-Ferdinand-d'Halifax).

## Culture

### Festivals
- Fêtes du lac William
- Jeudis en chansons et Dimanches dans le vent (en été)
- Marché public tous les samedis matins (en été)
- Sentiers Art et Nature des Appalaches

### Activités sportives
- Aréna, patinoire extérieure
- Parc de planches à roulettes
- Pêche d'été et pêche blanche : maskinongé, brochet, doré, achigan et perchaude dans le lac William et truite dans les ruisseaux et rivières l'été
- Sports nautiques
- Ski de fond
- Randonnée
- Stations de ski alpin à proximité : mont Adstock (Adstock), mont Apic (Saint-Pierre-Baptiste) et mont Gleason (Tingwick).
- Terrain de balle, dek hockey, tennis

### Télévision
Saint-Ferdinand a déjà passé dans l'émission La Petite Séduction, animé par Dany Turcotte. Le village avait alors été visité par Marie-Chantal Perron.

### Personnalités liées
- Mathieu Simoneau, poète
- Alex Boissonneault, journaliste et homme politique, natif de Saint-Ferdinand

## Gentilés
Les gens de Saint-Ferdinand se nomment les Ferdinois et Ferdinoises.